# Pico Blanca
El pico Blanca (en inglés Blanca Peak) es un pico de las montañas de la Sangre de Cristo, en el sur de Colorado, en Estados Unidos. Es el pico más alto de los condados de Alamosa, Huérfano y Costilla y el cuarto más alto del estado. Según el Servicio de Información de Nombres Geográficos de los Estados Unidos su cima tiene una altura de 4354 m (14 285 pies).